# Wybory prezydenckie w Macedonii Północnej w 2019 roku
Wybory prezydenckie w Macedonii Północnej w 2019 roku – odbyły się w dwóch turach 21 kwietnia i 5 maja. W II turze Stewo Pendarowski pokonał Gordanę Siłјanowską-Dawkową.

## Podłoże
8 lutego 2019 datę wyborów prezydenckich wyznaczył przewodniczący parlamentu Talat Xhaferi.

## System wyborczy
Prezydent Macedonii jest wybierany przy użyciu zmodyfikowanego systemu podwójnego; kandydat może być wybrany tylko w pierwszej turze głosowania, jeśli otrzyma równowartość ponad 50% głosów od wszystkich zarejestrowanych wyborców. W drugiej turze frekwencja musi wynosić co najmniej 40%, aby wynik został uznany za ważny.
Konstytucja stanowi, że kandydat ubiegający się o urząd prezydenta musi mieć ukończone 40 lat i mieszkać w Macedonii przez dziesięć z ostatnich piętnastu lat.

## Kandydaci
16 lutego 2019 na zjeździe WMRO-DPMNE w Strudze nominację partyjną otrzymała Gordana Siłјanowska-Dawkowa. Zdobyła zaufanie 408 z 553 obecnych delegatów. Kontrkandydat poseł Wladimir Gjorchew otrzymał 80 głosów.
Były ambasador Blerim Reka był drugi, który ogłosił, że będzie kandydował na prezydenta jako niezależny kandydat przy wsparciu Sojuszu dla Albańczyków i Ruchu Besy
1 marca 2019 SDSM zaproponował Stewo Pendarowskiego jako konsensualnego kandydata na prezydenta przy wsparciu partnera koalicyjnego DUI.
Warunkiem oficjalnego startu w wyborach prezydenckich było zebranie 10 000 podpisów obywateli pod kandydaturą lub poparcie co najmniej 30 posłów. Państwowa Komisja Wyborcza stwierdziła, że trzech na dziewięciu kandydatów zebrało niezbędne podpisy. Pendarowski został poparty przez 31 729 obywateli, Siłјanowska-Dawkowa zebrała 15 926 podpisów, podczas gdy Reka miał 11 128 podpisów. Ponadto Pendarowski i Siłјanowska-Dawkowa zostali poparci przez co najmniej 30 posłów. Wśród kandydatów, którzy nie zebrali wystarczającej liczby podpisów byli m.in.: Filip Petrowski i Amdi Bajram. W losowaniu Państwowa Komisja Wyborcza przyporządkowała numery do każdego kandydata, Reka zajął pierwsze miejsce na karcie do głosowania, Siłјanowska-Dawkowa była druga, a Pendarowski był numerem trzy.

## Wyniki wyborów

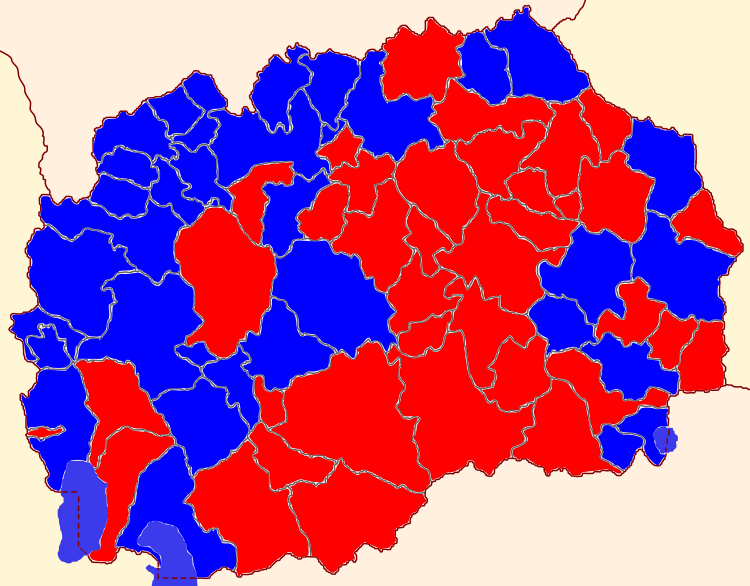
Wyniki drugiej tury według gmin. Na niebiesko wygrana Pendarowskiego, na czerwono Siłјanowskiej-Dawkowej.

### Pierwsza tura
Dwóch pierwszych kandydatów, którzy odnieśli największy sukces - Stewo Pendarowski i Gordana Siłјanowska-Dawkowa - przeszło do drugiej tury. Frekwencja wyborcza wyniosła 41,67%.
| Kandydat                           | Partia                            | I tura         | I tura | II tura        | II tura |
| Kandydat                           | Partia                            | Głosy          | %      | Głosy          | %       |
| ---------------------------------- | --------------------------------- | -------------- | ------ | -------------- | ------- |
| Stewo Pendarowski                  | SDSM                              | 322 581        | 42,81  | 435 656        | 51,65   |
| Gordana Siłјanowska-Dawkowa        | WMRO-DPMNE                        | 318 341        | 42,25  | 377 446        | 44,75   |
| Blerim Reka                        | Niezależny                        | 79 888         | 10,60  |                |         |
| Nieważne/puste głosy               | Nieważne/puste głosy              | 32 696 (4,64%) | –      | 30 407 (3,60%) | –       |
| Zarejestrowani wyborcy/frekwencja  | Zarejestrowani wyborcy/frekwencja | 1 808 131      | 41,67  | 1 808 131      | 46,65   |
| Źródło: Państwowa Komisja Wyborcza |                                   |                |        |                |         |